# 거스 윌리엄스 (농구 선수)
거스 윌리엄스(Gus Williams, 1953년 10월 10일~2025년 1월 15일)는 미국 농구 협회(NBA)의 전직 프로 농구 선수이다. "마법사"라는 별명을 가졌으며 시애틀 슈퍼소닉스 (1967년)(Seattle SuperSonics)에서 뛰며 1979년 NBA 챔피언십에서 우승했다. 또한 골든스테이트 워리어스, 워싱턴 불릿츠 및 애틀랜타 호크스에서도 뛰었다. 남동생인 레이 윌리엄스도 농구선수였다.

## 고등학교 및 대학교 시절
윌리엄스는 마운트버넌에서 고등학교 농구를 했으며, 그곳에서 1971년 뉴욕 스테이트 스포츠 작가 협회(New York State Sportswriters Association)에 의해 올해의 선수로 선정되었다. 서던캐롤라이나 대학교에서 대학 농구를 했다.